# Spannagelhöhle
Die Spannagelhöhle ist eine Schauhöhle bei Hintertux, in den Zillertaler Alpen im österreichischen Land Tirol. Zurzeit sind etwa 13,5 Kilometer Länge der Höhle erforscht, im Rahmen von Führungen sind 500 Meter für Besucher zugänglich. Ihr Zugang liegt unter dem auf 2531 Metern Höhe gelegenen Spannagelhaus, einem Bergrestaurant im  Ganzjahresskigebiet  Hintertuxer Gletscher. Benannt ist sie nach Dr. Rudolf Spannagel, von 1902 bis 1904 Präsident des Österreichischen Touristenklubs (ÖTK).

## Entstehung
Die Zillertaler Alpen bestehen zum überwiegenden Teil aus Plutoniten und Metamorphiten, die keine Höhlenbildung ermöglichen. Verkarstungsfähige Gesteine wie etwa Kalkstein, Dolomit, Gips und andere Karbonate besitzen im Allgemeinen nur geringe Mächtigkeiten. Die Spannagelhöhle entstand im jurassischen Hochstegenkalkmarmor, ein Marmor mit über 90 % Gesamtkarbonatgehalt, der die Schieferhülle des Westlichen Tauernfensters durchzieht. Die durch geologische Korrosion (bzw. Mischungskorrosion) erfolgte Bildung dieser ausgedehnten Höhle wird durch die Tektonik des Gebietes erklärt.

## Besonderheiten
Insgesamt ist die Höhle durch eine kräftige Wetterführung und intensive Durchfeuchtung (bis hin zu Wasserfällen) gekennzeichnet. Die verschiedenen Mündungslöcher bilden zum Teil nur durch Tauchen befahrbare Siphons. In den tagfernen Höhlengängen gibt es die seltenen Excentriques. Das Spannagel-Höhlensystem reicht vom Gletscher Gefrorne-Wand-Kees bis zur Lärmstange, 2686 m, und (Stand 1977, E. Jacoby) und ist mit über 13,5 Kilometern (bisher vermessener) Gesamtganglänge die höchstgelegene Riesenhöhle Europas. Bei Führungen wird der Höhleninhalt (farbiger Marmor, verschiedene Sinterbildungen, Tropfsteine, Kristalle, Bändermarmore und Erosionskolke) erklärt. Weiters wird auf das Alter, die Entstehung, Höhlenflora, Höhlenfauna, Höhlenklima und auf die besonders für Lungenkranke heilsame Höhlenluft mit ihrer Zusammensetzung hingewiesen. Fledermäuse scheinen nur in der Nähe der Mündungslöcher auf – dennoch verirren sich manche bis in den Eingangsbereich. Im östlichen Abschnitt dieses Ganges wurde ein Höhlenmuseum eingerichtet, wo einige Fundstücke aus dem Bergesinneren ausgestellt sind.

## Erforschungsgeschichte
1919 entdeckte Alois Hotter, der damalige Hüttenwirt des Spannagelhauses, den Höhleneingang. Er bezeichnete die Höhle als „Grausliches Loch“ und benützte sie in der Folge, wie auch mehrere Pächter nach ihm, als Abfallgrube.

1960 erkundete Rudolf Radislovich erstmals den vorderen Teil der Höhle mit Hauptgang und Wassergang, die beide in der Halle der Vereinigung zusammentreffen. Im folgenden Jahr vermaß Max H. Fink die bisher entdeckten Höhlenteile und entdeckte das Labyrinth. 1964 erklärte das Bundesdenkmalamt die Höhle aufgrund der naturwissenschaftlichen Bedeutung zum Naturdenkmal. 1968 entdeckten Walter Knezicek und Günther J. Wolf am rechten Rande der Halle der Vereinigung zwei Schächte und den Knesi-Harnisch, die gemeinsam in etwa 10 Metern Tiefe in einen Tunnel münden, später wurde dies als Beginn des Schrauben-Cañons erkannt. 1970 fand Hannes Jodl am linken Ende der Halle der Vereinigung das Postkastl, das in eine weitere Fortsetzung der Spannagelhöhle führt. Eine erste Befahrung dieses Abschnitts gelang Günther J. Wolf mit sieben Teilnehmern seines Eiskurses. Die Erforschung des Kolkganges (Aufsteigend zu Elchschädelgang und Dirndlkammer, eine Verbindung zum Wassergang, absteigend über den Kolkgang zum Hannes-Jodl-Dom, an dessen Decke der Schrauben-Cañon einmündet, weiter zur Dr.-Klaus-Karger-Halle und in weiterer Verfolgung des Kolkganges bis zur Abbruchkante des ÖTK-Schachtes) bedeutete eine Verdoppelung der bisher bekannten Höhlenteile und Anreiz für weitere Forschungen. 

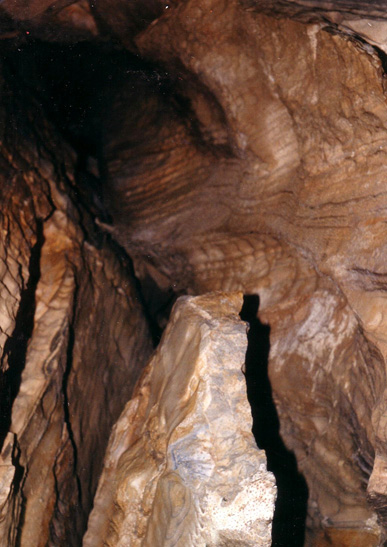
Schrauben-Cañon.

Die Jahre 1972 bis 1975 brachten vier Vermessungsfahrten des Landesvereins für Höhlenkunde in Tirol, die bis zum Gneisbach vordrangen. Im Rahmen einer Forschungswoche der Groupe Spéléologique Luxembourgeois mit E. Jacoby, M. Möller, G. Mutschlechner und B. Schmitz gelang 1975 die Erforschung des Verlaufs des Höhlenbachs: Durch Wasserfärbung konnte nachgewiesen werden, dass er auf etwa 1980 m inmitten einer Felswand südlich von Waldeben zu Tage tritt. Ebenso wurde die parallel zur Spannagelhöhle verlaufende Schneefleckhöhle entdeckt und vermessen. 1976 errichtete der Landesverein für Höhlenkunde ein Biwak in der Umkehrhalle. Eine 50-stündige Expedition unter der Leitung von E. Jacoby im Jahr 1976/77 entdeckte und erforschte den Spinnengang, den Mutschlechner-Dom und die Schatzkammer. 1978 erreichten F. Maiberger und W. Mayr den westlichsten Punkt der Höhle, das Bauchbad.
1984 vermaßen deutsche Höhlenforscher des Tiroler Landesvereins unter Führung von C. Cavelius das Südsystems. 1987 und 1988 wurde der Eingangsbereich der Höhle entrümpelt, sowie der Verbindungsgang zwischen Trümmerhalle und Gneisbach durch W. Mayr und G. Völkl entdeckt und vermessen. Der Schrauben-Cañon wurde 1989 durch E. Türke und R. Tobitsch erstmals befahren.